# Szklaryita
La szklaryita és un mineral de la classe dels òxids que pertany i dona nom al grup de la szklaryita. Rep el nom de les pegmatites de Szklary, a Polònia, la seva localitat tipus.

## Característiques
La szklaryita és un òxid de fórmula química ◻Al₆BAs³⁺₃O₁₅. Va ser aprovada com a espècie vàlida per l'Associació Mineralògica Internacional l'any 2013, sent publicada per primera vegada el mateix any. Cristal·litza en el sistema ortoròmbic.
Segons la classificació de Nickel-Strunz, la szklaryita pertany a «04.JB: Arsenits, antimonits, bismutits; amb anions addicionals, sense H₂O» juntament amb els següents minerals: fetiasita, manganarsita, magnussonita, armangita, nanlingita, asbecasita, stenhuggarita, trigonita, finnemanita, gebhardita, derbylita, tomichita, graeserita, hemloïta, freedita, georgiadesita i ekatita.
L'exemplar que va servir per a determinar l'espècie, el que es coneix com a material tipus, es troba conservat museu mineralògic de la Universitat de Breslau, a Polònia, amb el número de catàleg: mmwr iv7615.

## Formació i jaciments
Va ser descoberta a la mina del mont Szklana, a Gmina Ząbkowice Śląskie, dins el comtat de Ząbkowice Śląskie (Voivodat de Baixa Silèsia, Polònia), on es va trobar en forma d'un sol tros d'aproximadament 2 μm de mida, sobre dumortierita rica en arsènic i antimoni tancada en quars. Aquest indret és l'únic a tot el planeta on ha estat descrita aquesta espècie mineral.